# Війна з чорним порохом
«Війна з чорним порохом» (англ. Black Powder War) — третій роман в жанрі альтернативної історії із серії «Темерейр» американської письменниці Наомі Новік. Роман був вперше опублікований Del Rey у Сполучених Штатах 30 травня 2006 року та Voyager у Великобританії у серпні 2007 року.

## Введення сюжету
Сюжет розгортається під час альтернативної історії наполеонівських війн, у якій дракони не тільки існують, але й використовуються як основний елемент повітряної війни в Азії та Європі. Дракони в цій історії зображуються чуттєвими та розумними, здатними до логічного мислення та людської мови. Серіал зосереджується в основному на подіях, пов'язаних з Темерейром (титульним драконом) і його керівником Вільямом Лоуренсом.

## Короткий зміст сюжету
У «Війні з чорним порохом» капітану Вільяму Лоуренсу та Темерейру — разом з вцілілими членами їхнього екіпажу — наказано швидко повернутися з місії до Китаю через Стамбул, де вони повинні взяти під опіку три яйця дракона, куплені в Османської імперії британським урядом. Лоуренс і його перший лейтенант Джон Ґренбі збентежені походженням цих наказів, оскільки напевно є якийсь британський дракон ближче до Стамбула, ніж вони, але їх спонукає обіцянка яєць. У пролозі Лоренс також спостерігає за похованням принца Юнсіна, головного антагоніста попереднього роману, і за жалобою його дракониху-альбіноску Лієн, якому він дуже не довіряв. Її бачать у компанії з французьким дипломатом де Гіньє, що, на думку Лоуренса, не віщує нічого доброго.
Вирішивши відмовитися від «Вірності», яка зазнає пошкоджень від вогню на початку роману, Лоуренс користується послугами гіда на ім'я Таркей, добре вихованої, але підданої остракізму дитини британського дипломата та непальської жінки. З його допомогою група виживає в засідці в середньоазійських пустелях, дружить зі зграєю диких драконів у горах Туркестану та пробирається до Стамбула. Однак опинившись там, вони стикаються з явною зрадою; султан вирішив об'єднатися з Наполеоном, ймовірно, за наполяганням Лієн, яка зараз присутня у його дворі, і схопив непомірну плату, запропоновану йому британською короною, натомість водночас відмовившись від будь-яких намірів передати яйця. Ліен наносить приватний візит Темереру і оголошує, що має намір його знищити; на противагу простому вбивству, вона хоче, щоб Темерер був позбавлений усього, що йому дороге, і прожив решту життя в убогості та зневірі. Зрештою, Лоуренс і його команда просто викрадають обіцяні яйця, особливо після того, як дізнаються, що одне з них — вогнедишне пташеня породи казилик, яку Англія сотні років намагається завести у своєму повітряному корпусі. Вона вилуплюється до кінця книги, називаючи себе Іскіркою і приймаючи як свого капітана Ґренбі.
Темерейр і компанія тікають до Європи, зрештою висаджуючись в Австрії. Лоуренс, який не був на зв'язку більше року, дізнається більше подробиць нищівної перемоги Наполеона в битві під Аустерліцем, про яку він отримав лише скупі подробиці під час подорожі до Китаю. Єдина хороша новина, яка випливає з цієї битви, — це прусська декларація про союз проти Наполеона для того, що історія сьогодні називає Війною Четвертої коаліції, і Лоуренс направляє свою подорож цією країною. Однак після приземлення Темерейр був негайно реквізований: пруссакам пообіцяли двадцять драконів від Британського повітряного корпусу, але вони не отримали жодного з них. Темерейр інтегрується в їхні лави без особливих нарікань, але прусська тактика, розроблена Фрідріхом Великим, застаріла, і їй легко протистояти завдяки креативності не лише Наполеона, а й Льєн, яка знову об'єдналася з ворогами Темерейра. Незважаючи на особисту присутність прусського короля Фрідріха Вільгельма III та його дружини королеви Луїзи, прусси зазнають серйозної поразки в битві при Єна-Ауерштедт, і Темерейр змушений переправити королівську родину. Після цього британський екіпаж опиняється у фортеці Данциг, яка незабаром потрапить в облогу.
Хоча головною метою Лоуренса в романі є транспортування драконячих яєць до Англії, метою Темер'єра є поширення інформації про те, що він спостерігав у Китаї. Британське ставлення до драконів полягає в тому, що вони повинні бути запряжені людиною-вершником і поставлені на службу в Повітряний корпус як щось на кшталт коня, триматися подалі від людського суспільства і поводитися з ними так добре (або погано), як вважає за потрібне погонич; як видно з попереднього роману, китайські дракони, натомість, є повноправними громадянами, які можуть володіти власністю і займати посади самі по собі. Таким чином, розчарування Темер'є в перемогах Наполеона є глибшим, ніж просто патріотизм: Лоранс переконав його, що війна має бути пріоритетнішою за будь-які міркування про рівні драконівські права. Однак його найбільш малоймовірним союзником є сам Лоуренс: Він бачив матеріальні та значні вигоди від співпраці між людьми та драконами, яка закріпила французькі перемоги. Якщо Британія хоче вижити, похмуро підтверджує Лоуренс, її людське населення має подолати свій страх перед драконами.
Переломним моментом облоги стає прибуття Таркая, який тепер очолює зграю турецьких здичавілих. Використовуючи цих драконів і техніку, відому в Китаї, Лоуренсу вдається обладнати всю зграю як громадський транспорт і евакуювати місто, кинувши цивільних в обійми Королівського флоту, що на них чекав. Незважаючи на напружену евакуацію під обстрілами і втрату міста, Темерер і Лоуренс відчувають полегшення від того, що нарешті повертаються до Британії.